# Archidiecezja Mobile

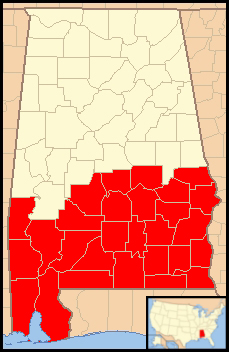
Mapa archidiecezji Mobile

Archidiecezja Mobile (łac. Archidioecesis Mobiliensis, ang. Roman Catholic Archdiocese of Mobile) – rzymskokatolicka archidiecezja metropolitalna ze stolicą w Mobile, w stanie Alabama, Stany Zjednoczone.
Bazylika Niepokalanego Poczęcia NMP jest katedrą diecezjalną w archidiecezji Mobile.
Archidiecezja znajduje się w regionie V (AL, KY, LA, MS, TN) i obejmuje terytorialnie 28 hrabstw w stanie Alabama.

## Historia
Archidiecezja została założona 29 sierpnia 1825, jako Wikariat apostolski Alabamy i Florydy. Diecezja Mobile została wydzielona 15 maja 1829. Następnie, 9 lipca 1954, zmieniono nazwę na diecezję Birmingham-Mobile. 28 czerwca 1969 ponownie przemianowano na diecezję Mobile. 16 listopada 1980 diecezja została podniesiona do rangi archidiecezji.

## Sufraganie
Arcybiskup Mobile jest również metropolitą Mobile.
1. Diecezja Biloxi
2. Diecezja Birmingham w Alabamie
3. Diecezja Jackson

## Ordynariusze
- Michael Portier (1825–1859)
- John Quinlan (1859–1883)
- Dominic Manucy (1884)
- Jeremiah O'Sullivan (1885–1896)
- Edward Patrick Allen (1897–1926)
- Thomas Joseph Toolen (1927–1969)
- John May (1969–1980)
- Oscar Lipscomb (1980–2008)
- Thomas Rodi (2008–2025)
- Mark Rivituso (od 2025)